# Лагу (язык)
Лагу (Katova, Lagu) — вымерший язык, который был распространён на острове Санта-Исабель на Соломоновых островах. Последний носитель лагу умер в 1984 году. Население в деревнях Баоло и Самасоду, говорившие на лагу, сейчас говорят на соседнем языке забана, который более распространён и развивается (Пальмер 2009:1-2).